# Kannon

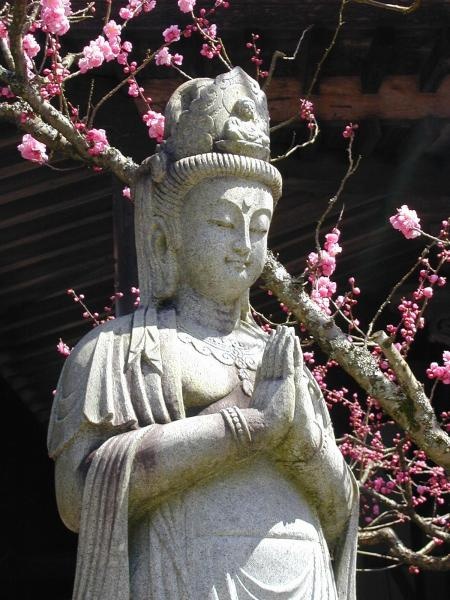
Kannonstaty i Wakayama, Japan.

Kannon (観音?), är en mahayanabuddhistisk bodhisattva. Hon är Japans motsvarighet till Kinas Guanyin, och är därmed den japanska motsvarigheten till bodhisattvan Avalokiteshvara. Kannon kom till Japan under 700-talet, där hon även fick betydelse för de som inte följde buddhismen.

## Kannon utanför buddhismen
Kannon har blivit en viktig figur för japanska följare av kristendomen, shinto, samt en del nya japanska religioner. En av de många nya religionerna relaterade till Kannon, var Nihon Kannon Kyodan, vars grundare identifierade sig som Kannon. Religionen splittrades dock under 1950-talet till ett tjugotal olika organisationer.
Hon var mycket viktig för kristna i Japan under Edoperioden, då förföljda kristna använde henne som en symbol för Jungfru Maria.
I Japan har även Kannon blivit alltmer viktig bland allmänheten. Exempelvis vid minnesstunder för barn som gått bort via abort, missfall eller liknande. Den buddhistiska bodhisattvan Jizo har traditionellt varit central för sådant, men Kannon har med tiden fått en mer betydande roll för sådana minnesstunder. Kannon har också blivit en central figur vid många begravningsplatser för husdjur, där hon sägs kunna erbjuda tröst. Hon sägs också kunna hjälpa äldre människor att undvika att bli dementa, och många äldre människor med dålig ekonomi och ingen familj som kan hjälpa dem, ber ibland Kannon om en omedelbar, snabb, och smärtfri död. Hon har även förekommit i populärkulturen, där hon bland annat använts för att marknadsföra ett skivbolag kallat Skivbolaget Kannon.
Kameratillverkaren Canon är uppkallad efter Kannon, som då skrevs Kwanon. Detta var tidigare företagets namn.[källa behövs]